# Свято непокори та будні андеграунду (книга)
«Свято непокори та будні андеграунду. Життєпис двох не визнаних за життя художників, з коментарями»  — книга, написана   Оленою Голуб, художницею й мистецтвознавицею. Монографія  присвячена андеграундному мистецтву України радянського періоду, який  належить до маловідомих сторінок вітчизняної історії. О.Голуб розповідає про художників, з якими разом брала участь у русі неофіційного мистецтва, і висвітлює біографії не визнаних за життя художників  Миколи Трегуба  (1943–1984) та його друга    Вудона Баклицького (1942–1992).

Фотопортрет Миколи Трегуба, 1970-і

М.Трегуб. "Юрасеві в урочий момент", картон, олія, змішана техніка,1983, НХМУ

Фотопортрет Вудона Баклицького, 1980

В. Баклицький. "Чорне сонце Чорнобиля", полотно, олія, 70 х 70 см, 1988

«Питання  визнання авторів  донедавна було відкритим, та це дослідження  розвіває сумніви...  Авторка вдається до умовно-західного  методу наративу, знайомого нам не лише з перекладів  Анрі Перрюшо (він колись відкрив нам живопис постімпресіоністів), а й Роже Авермата, автора життєпису Пітера-Пауля Рубенса. Такий метод вимагає від оповідача докладного проговорювання всіх обставин життя, аж до родинно-побутових.» — зазначає арт-критик О.Сидор-Гібелинда.
«Олена Голуб - одна з помітних особистостей київського андеграунду 1970-1980-х. Її «Свято непокори» - захоплююча, місцями сповідальна розповідь «з перших рук» про «оксамитове художнє підпілля» (але частіше дуже жорстке до своїх учасників) Києва 1960-1980-х. Ця книжка написана на стику жанрів: біографічного, наукового дослідження і белетристики», — пише журналіст газети День. 
Переосмислення тоталітарного досвіду  ХХ століття повністю змінило  уявлення про художні цінності. Те, що відбувалося поза межами  комуністичного  міфу – реалії голодомору, концтаборів, психушок, світогляд тих, хто все це бачив і усвідомлював, мало своєрідний відбиток у творчості українських художників 1960–1980-х років. Авторка вперше оприлюднює деякі архівні документи й роботи з творчого доробку художників, змальовує коло тогочасної інтелігенції. Андеграунд інтерпретує як закономірну опозицію до хворобливих соціальних процесів, притаманних не лише радянському, а й іншим тоталітарно-бюрократичним устроям у світі.
Книгу структуровано  чотирма розділами. І- розповідає життєпис художника Миколи Трегуба, від народження до останніх днів. ІІ – присвячений докладній біографії  його однодумця Вудона Баклицького. ІІІ -  зосереджується на взаємодії  двох художників, які підтримували один одного  в той час, коли їхню творчість не визнавали, та  розглянуто світоглядні особливості кожного з них, як неповторної яскравої індивідуальності. ІУ – містить аналіз творчості андеграундних митців, який спирається на структуралістський метод, на відміну від узвичаєного історичного (коли один художній напрямок наслідує  інший). Враховуючи умови практичної інформаційної ізоляції радянського мистецтва   від світового, авторка акцентує на дискретності й мимовільності, як характерних рисах андеграунду й проводить паралель з культурою спонтанності з його нереалістичним живописом  - абстрактним експресіонізмом.
За своїм характером неофіційна культура андеграунду, на думку авторки, збігається з аналогічними ознаками культури спонтанності, яка виникала у різних місцях Європи, а найбіш виразну артикуляцію мала в культурі повоєнної Америки, авангардне мистецтво якої  було опозиційним до провладного спрямування. Ствердження нового мистецтва, в різних географічних локаціях,  мало болісний і драматичний характер,  здійснювалось завдяки таланту і неабияким людським особливостям  художників, про що свідчать, зокрема,  біографії  Миколи Трегуба і Вудона Баклицького. Потужна енергія   українського андеграунду  мала суттєвий вплив на подальший розвиток 
 сучасного мистецтва, з його експериментальних розвідок утворилися нові художні  напрямки.
Монографію рекомендовано до друку рішенням Вченої ради ІПСМУ  від 22 грудня 2015 року, прот. № 6.

Рецензенти: 

 Гліб Вишеславський, кандидат мистецтвознавства,

 Олександр Найден, доктор мистецтвознавства.
 На обкладинці використано роботу Миколи Трегуба «Не гріється на чужині» (за Т.Г. Шевченком).
Участь інституцій та їх логотипи: 

Інститут проблем сучасного мистецтва Національної академії мистецтв України

Національний художній музей України

Галерея «Дукат»

Видавничий дім «Антиквар»
Документально-художнє видання,

відповідальний редактор  Г.Шерман, літературний редактор  І. Булкіна, дизайнер Г. Куріпка, перекладачі Г. Голуб і С. Кіпніс.